# Milton Forman
Milton Forman (* 10. November 1915; † 25. November 2000 in Beverly Hills) war ein US-amerikanischer Ingenieur, Manager und Berater, der insbesondere in der Filmwirtschaft wirkte.

## Leben
Forman war als Diplomingenieur in den US-Bundesstaaten New York und Ohio zugelassen. Vor seiner Karriere in der Filmbranche war er unter anderem als Schweißingenieur im Schiffbau tätig. In den 1950er Jahren begann er für Colortran Industries (ehemals Natural Lighting Corp.) zu arbeiten und wurde Präsident und Managing Director des in Burbank ansässigen Unternehmens. Er entwickelt bewegliche, kompakte Quarz-Jod-Lampen, die zur Beleuchtung auf Filmsets eingesetzt wurden. Hierfür erhielt er zusammen mit den Colortran-Mitarbeitern Richard B. Glickman und Daniel J. Pearlman bei der Oscarverleihung 1965 einen Oscar für technische Verdienste.
Später leitete Forman als Präsident das Unternehmen Berkey-ColorTran und war Executive Director von Berkey International. 1970 wurde er Berater der Association of Motion Pictures and Television Producers. Deren Forschungszentrum in Los Angeles brachte im gleichen Jahr seine Schrift Motion Picture and Television Studio Stage Survey heraus. 
Forman war als Associate Producer an dem 1974 erschienenen Film Die Weltumsegelung (The Dove; basierend auf Erlebnissen des Seglers Robin Lee Graham) von Regisseur Charles Jarrott beteiligt. Schauspieler Gregory Peck, der in geringem Umfang auch als Produzent wirkte, hatte zuvor das Unternehmen St. George Productions gegründet und Forman zu der Produktion des Films hinzugeholt.
1981 wurde Forman Chief Consultant (Chefberater) beim Wiederaufbau der Kaufmann Astoria Studios in Queens. Er wirkte als Production Consultant an dem dort gedrehten Gangster- und Musikfilm Cotton Club mit.
Als Berater und Vize-Präsident der Cinema Products Corporation war Forman an der Entwicklung der Steadicam beteiligt. Er war auch in beratender Funktion für Disney tätig, wobei er an der Gestaltung der  Disney-MGM Studios mitwirkte, und als Design-Berater für Soundstages von Samuel Goldwyn.
Zu seinen letzten beruflichen Stationen gehörte Ediflex Systems, wo er für die Entwicklung eines nichtlinearen Videoschnitt-Systems verantwortlich war, das mit einem Emmy ausgezeichnet wurde. Als Präsident des Unternehmens ging Forman 1991 in den Ruhestand, unterhielt aber weiterhin als Designer und Berater für die Filmindustrie ein Büro in Beverly Hills. Er war ein langjähriges außerordentliches Mitglied der American Society of Cinematographers.
Forman starb im Alter von 85 Jahren in Beverly Hills an einer Krebserkrankung. Er hinterließ zwei Töchter.

## Filmografie
- 1972: The Trial of the Catonsville Nine
- 1974:	Die Weltumsegelung (The Dove)
- 1979:	Hurricane
- 1984:	Cotton Club (The Cotton Club)